# クイーン・エリザベス国立公園
クイーン・エリザベス国立公園（英: Queen Elizabeth National Park）は、ウガンダの西部地域に存在する国立公園である。

## 地理
クイーン・エリザベス国立公園は、ウガンダの首都カンパラから南西へ約410kmの位置にあり、ウガンダの国立公園の中では2番目に大きく、面積は1,978km²に及ぶ。標高はエドワード湖の湖面の910mから1,350mの範囲にあり、公園内では赤道が通過している。行政上はカセセ県、カムウェンゲ県、ルビリジ県、ルクンギリ県及びカヌング県に跨っている。公園の領域は北東方面のジョージ湖から南西方面のエドワード湖にかけて広がり、双方の湖の間をカジンガ水路が結んでいる。公園の領域にはキゲジ動物保護区とキヤンブラ動物保護区が含まれ、公園の北部はキバレ国立公園、西部はコンゴ民主共和国のヴィルンガ国立公園に接している。また、この公園は、古くから製塩が行われているカトウェ火口群と呼ばれるマールの火口群と塩水湖となっている火口湖群の存在でも知られている。

## 歴史
公園は1952年にカジンガ国立公園として設立された後、イギリスのエリザベス2世の訪問を記念して、2年後に現在の名称へ改名された。1979年に生物圏保護区に指定された。

## 生態系
公園内ではバッファロー、ウガンダコーブ、カバ、ナイルワニ、アフリカゾウ、ヒョウ、ライオン、チンパンジー、ウォーターバック、トピ、ブチハイエナなど95種の哺乳類とハシビロコウなど600種以上の鳥類が生息している。カヌング県のイシャシャ周辺では木登りをするライオンが有名である。同様に木登りをするライオンは、他にタンザニア北部のマニャラ湖国立公園でしか観察されていない。また、クイーン・エリザベス国立公園に隣接するヴィルンガ国立公園は、ライオン（Panthera leo melanochaita）のための共通の保護地域となっている。密猟が抑えられ、獲物となる種が回復した場合、これらの地域はアフリカ中部における潜在的なライオンの生息拠点になると考えられている。

## 観光
公園のゲートウェイとなる地点は、公園の北西部の境界に位置する町のカセセとブウィンディ原生国立公園とのアクセスに適した南西部のイシャシャである。通年で観光が可能であるが、最も観光に適したシーズンは乾季となる1月から2月と6月から7月にかけてである。乾季には植生が減り水源の周りに動物が集まるため、野生動物の観察に適している。その他の時期は雨季となり、植生が豊かで渡り鳥の姿も見られるが、4月から5月と9月から10月にかけては特に雨量が多く、一部の道路が通行不能になる場合がある。公園内ではゲームドライブ、ボートクルーズ、ハイキング、バードウォッチングなどのサファリの他、先住民村への訪問、火口群と火口湖及び製塩所の訪問、熱気球などの各種アクティビティーが用意されている。

## 姉妹関係
クイーン・エリザベス国立公園は、イングランドのサウスダウンズ国立公園内にあるクイーン・エリザベス・カントリーパークと姉妹関係にあり、「文化交流、相互支援及び地域社会との密接な協力と地域社会の強化を通じて保全を支援すること」に重点を置いた活動を行っている。

## ギャラリー

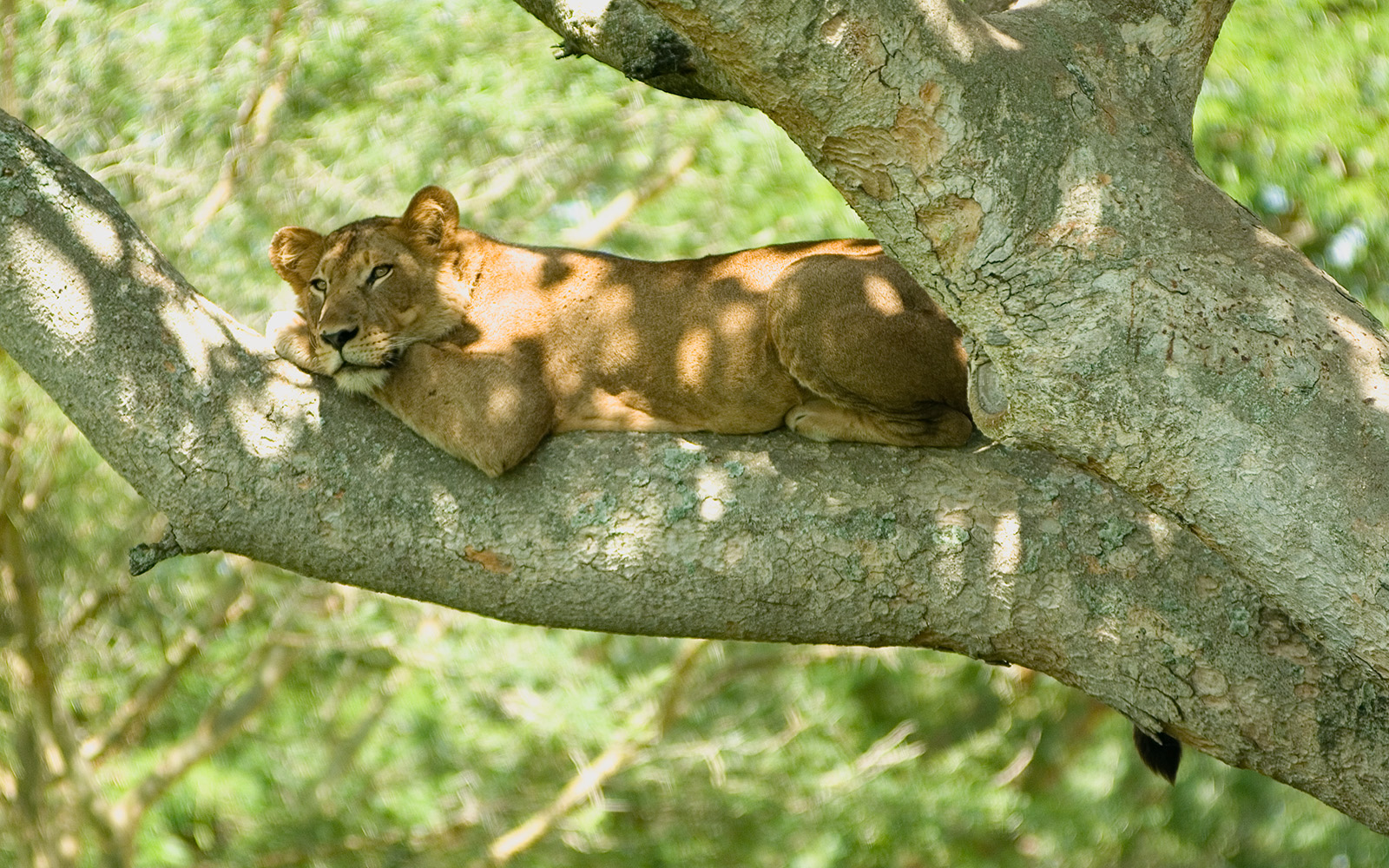
イシャシャの木登りをするライオン
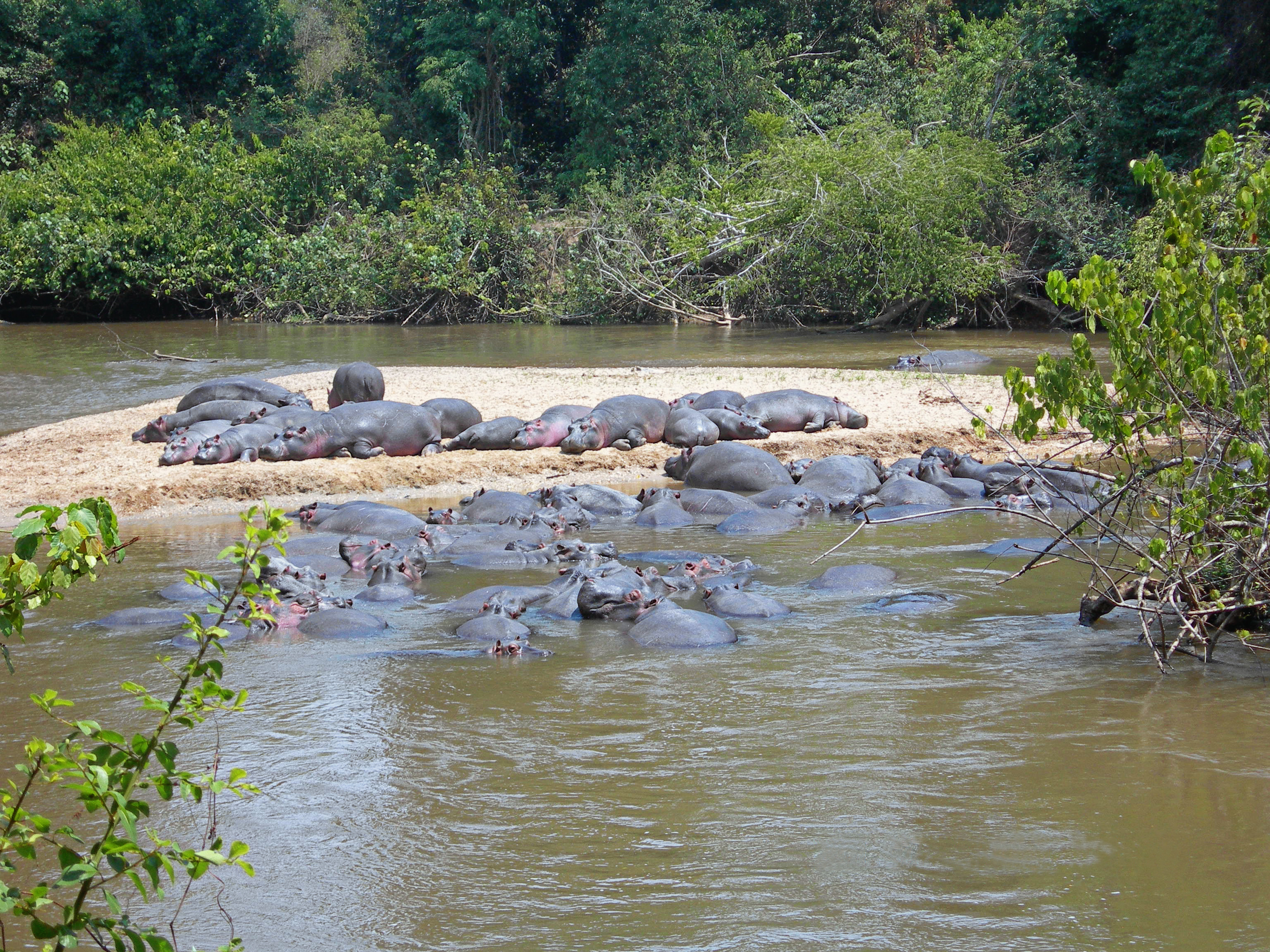
イシャシャ川のカバの群れ
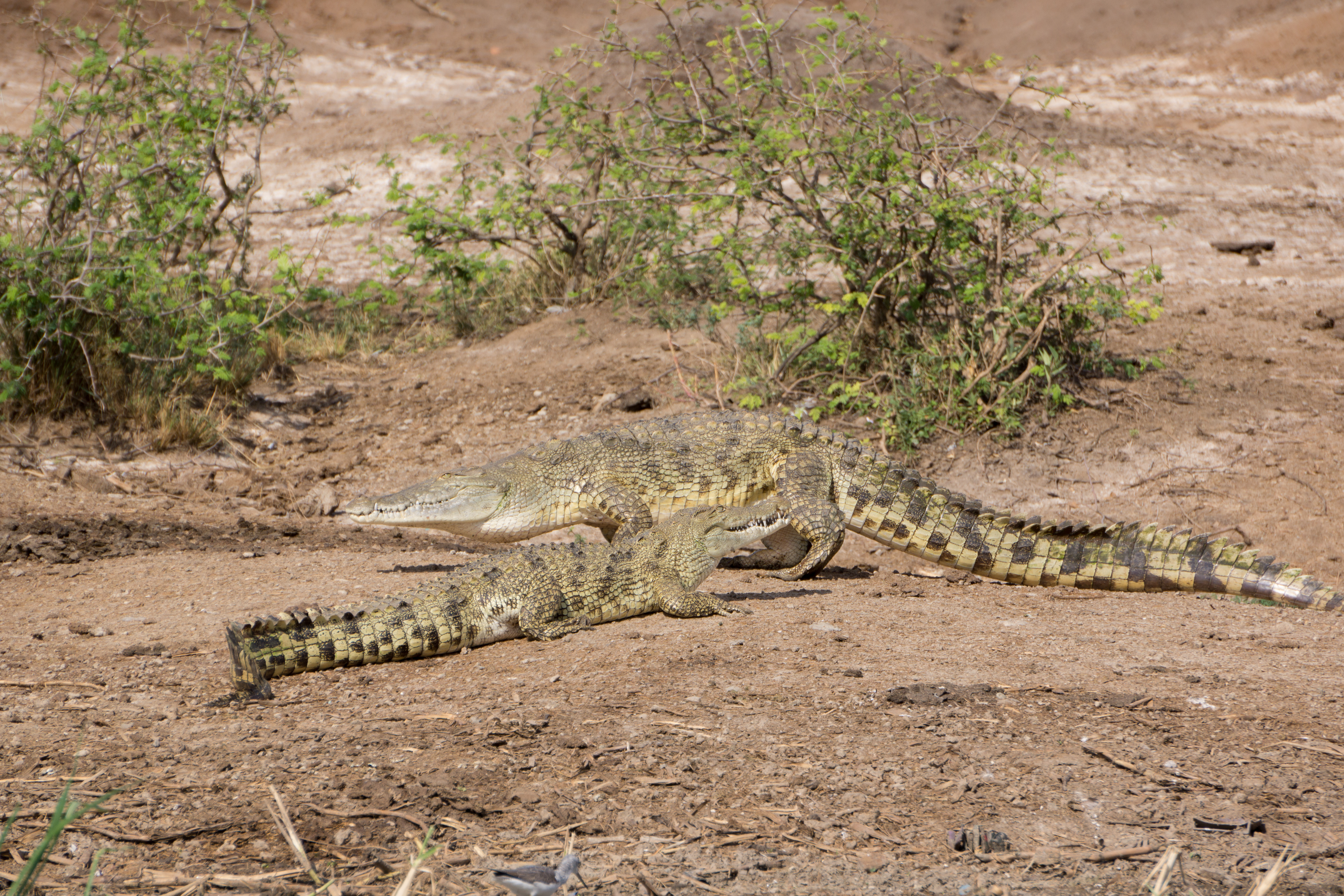
ナイルワニ
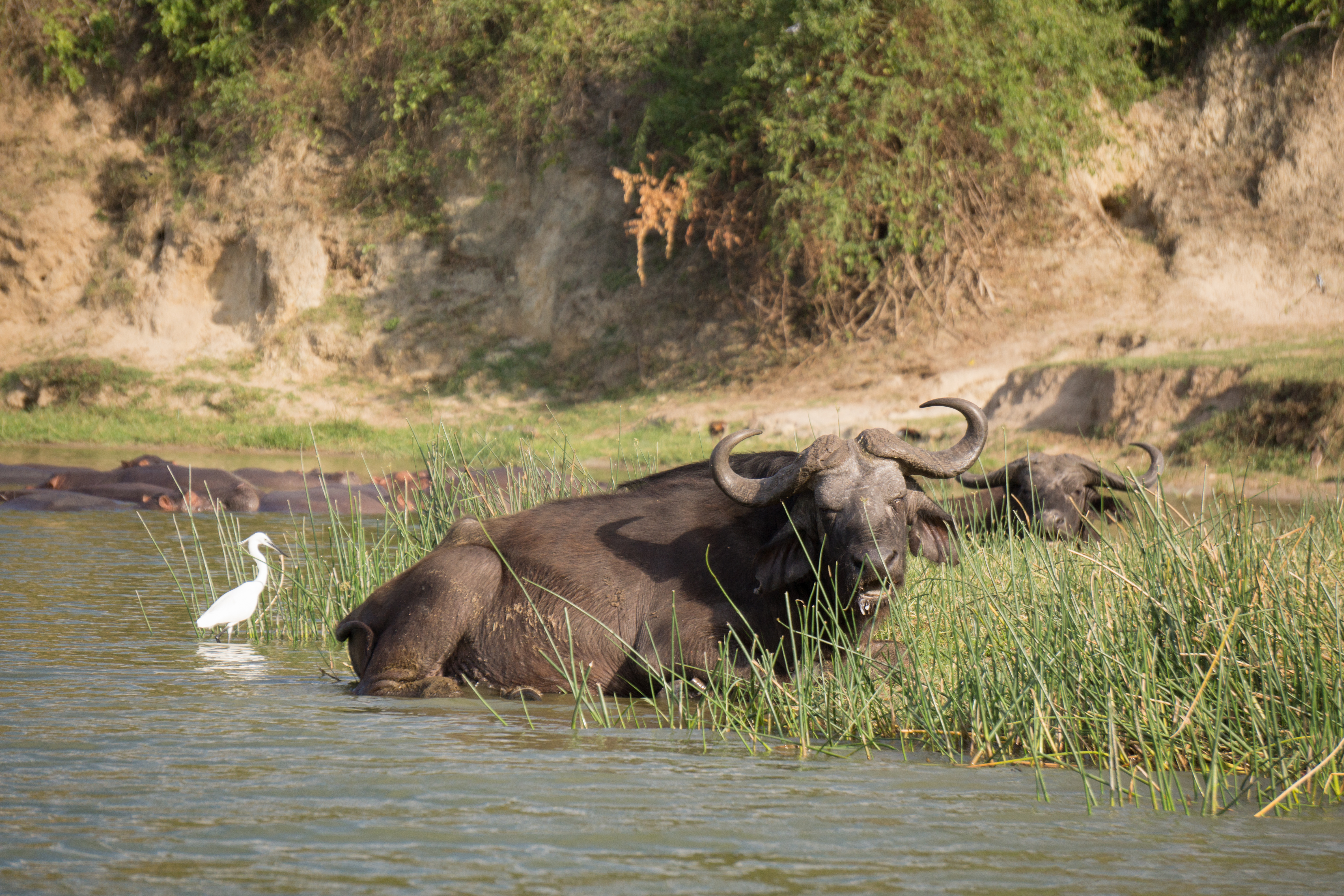
シラサギとバッファロー
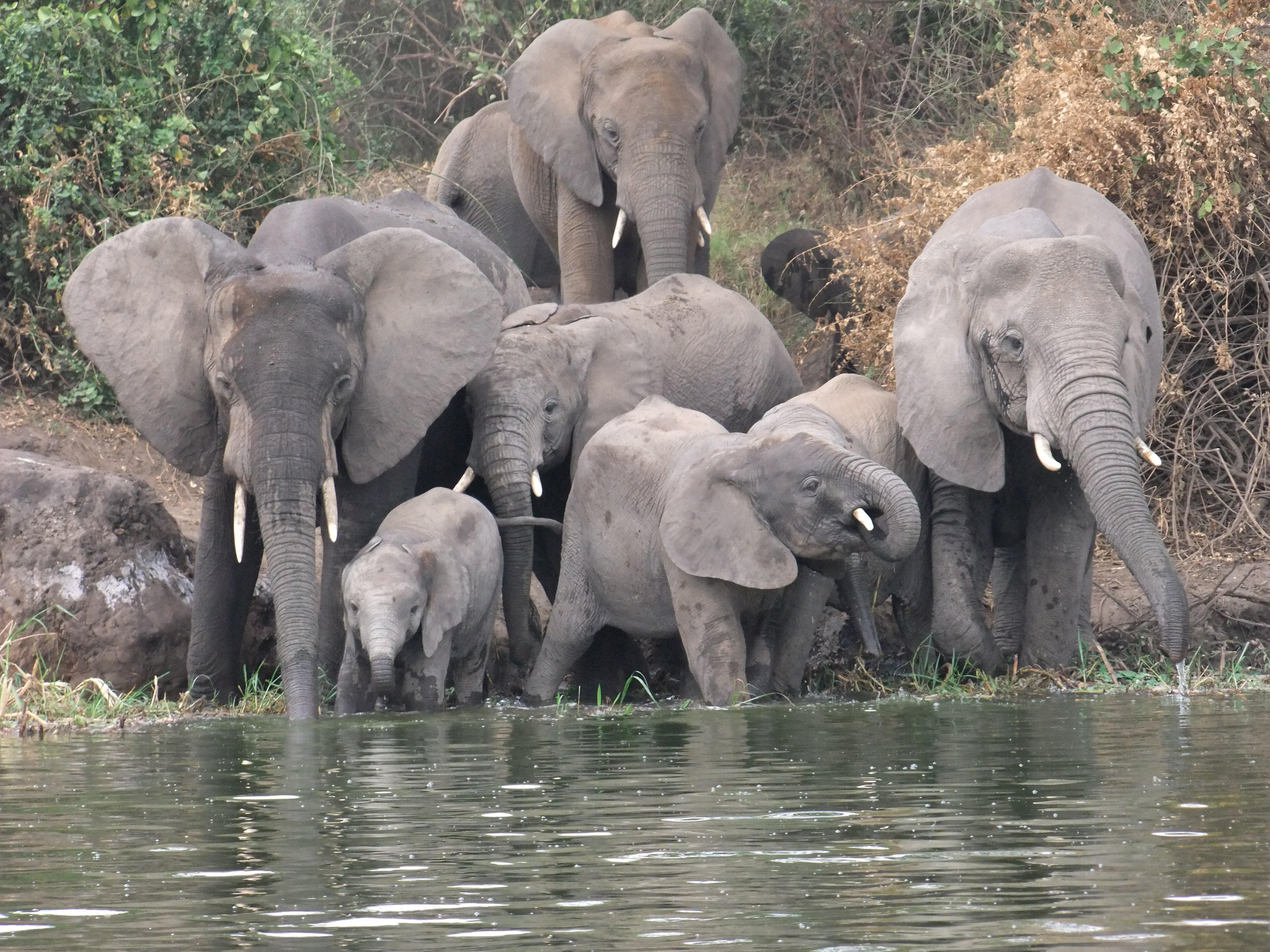
カジンガ水路のゾウ
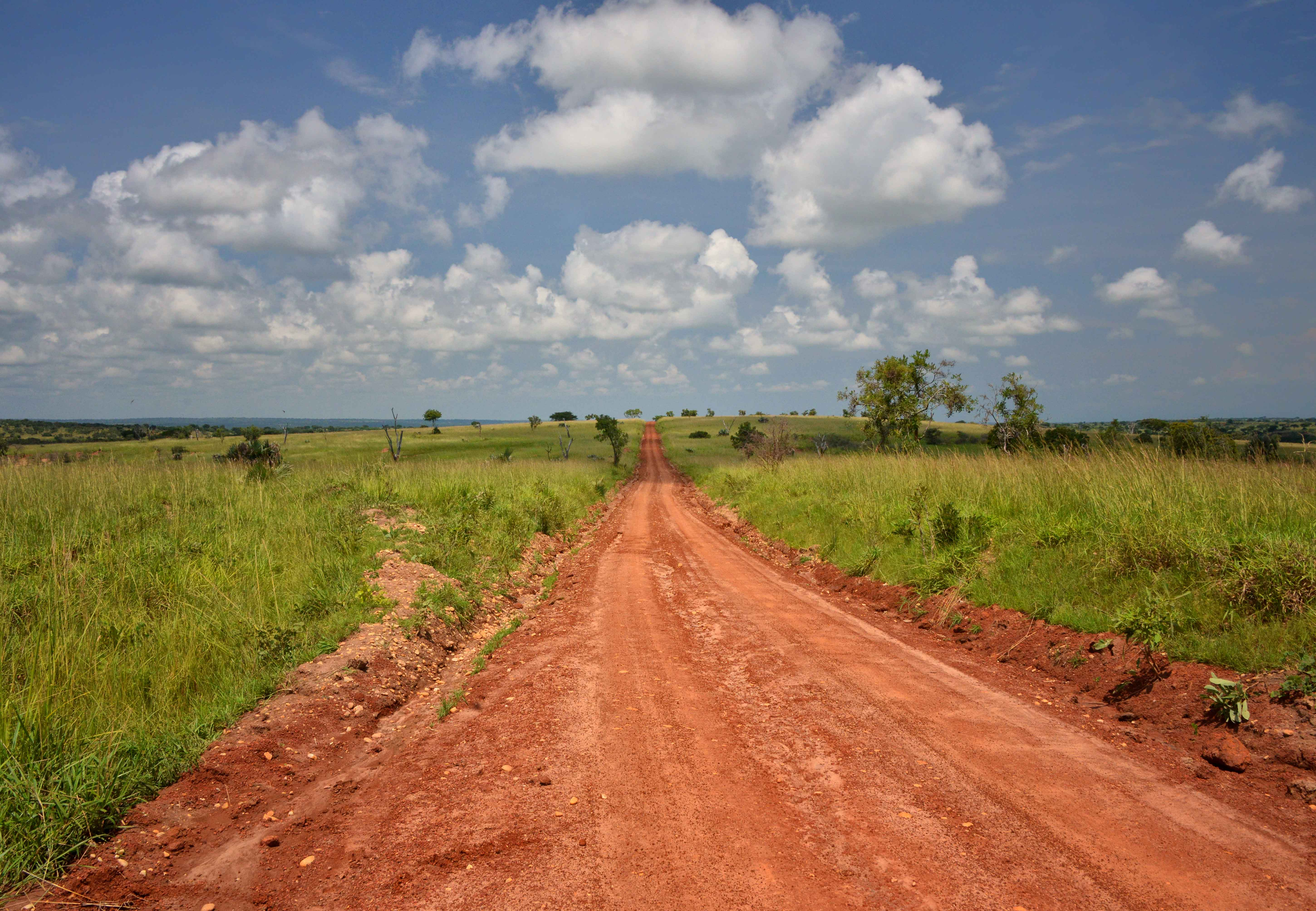
公園内の道